# NGC 937
NGC 937 est une galaxie spirale située dans la constellation d'Andromède. NGC 937 a été découverte par l'astronome français Édouard Stephan en 1884.

## Caractéristiques
Sa vitesse par rapport au fond diffus cosmologique est de 5 426 ± 21 km/s, ce qui correspond à une distance de Hubble de 80,0 ± 5,6 Mpc (∼261 millions d'al).
La classe de luminosité de NGC 937 est III-IV.